# Limestürme in der Wachau
 --Wissenschaftsstudierer (Diskussion) 22:31, 3. Aug. 2025 (CEST)
Die Limestürme in der Wachau gehörten zum römischen Limes Noricus im heutigen Österreich, Bundesland Niederösterreich, Bezirk Krems-Land, Gemeinde Rossatz-Arnsdorf. Die antiken Anlagen sind seit 2021 Bestandteil des zum UNESCO-Weltkulturerbe erhobenen Donaulimes.
Der Burgus von Bacharnsdorf zählt zu den besterhaltenen römischen Baudenkmälern der römischen Provinz Noricum. Neben dieser Wehranlage sind in der Wachau noch drei weitere, spätantike Wachtürme entdeckt worden.
Entlang dem südlichen Donauufer existierte teilweise bis ins Mittelalter hinein keine durchgehende Straßen- bzw. Wegeverbindung. Der Nordabfall des Dunkelsteinerwald reichte an einigen Stellen bis an den Uferbereich. Die wenigen flachen Anlandungen wurden periodisch von den Hochwässern überschwemmt. Die römische Heerstraße verlief über die Hochflächen des Dunkelsteinerwaldes von Mautern über Bergern, Schenkenbrunn, Aggsbach Dorf nach Melk, wo sie in die „Limesstraße“ einmündete. Stichstraßen führten durch die Talschluchten zu den Wachtürmen am Donauufer, die in Sichtweite zueinander standen.
In der Wachau verlief ein Abschnitt des norischen Limes, von dem sich bis heute zahlreiche bauliche Überreste erhalten haben. Von einigen seiner Festungswerke bestehen noch aufrechte Strukturen, wobei tw. auch noch die Rundbogenfenster der Obergeschosse erhalten sind. Vermutlich wurden die Türme von St. Lorenz und St. Johann nach Abzug der Römer von Dienstmannen des Salzburgischen Kirchenbesitzes weiterbenutzt und später Kirchen an sie angefügt oder aus ihren Steinen erbaut.
Folgende Wachtürme sind in der Wachau bekannt:
| Turmstelle                        | Beschreibung | Abbildung | Lage                             |
| --------------------------------- | --- | --- | -------------------------------- |
| Burgus Bacharnsdorf               | Der Ortsteil Bacharnsdorf befindet sich am nordöstlichen Ende einer Flussniederung bei der Ortschaft Mitterarnsdorf, kurz bevor die Donau hier eine Engstelle durchströmt, etwa 13 km flussaufwärts von Mautern an der Donau entfernt, an der Bundesstraße 33. Die Ruine selbst liegt in das gewachsene Ortsbild eingebettet beim Haus Bacharnsdorf Nr. 7. Seine Überreste grenzen im Süden direkt an ein mittelalterliches Hofgebäude, im Westen an etwas höher gelegenes Terrain und im Norden an ein Gartenareal. An der Ostmauer wurde eine Informationstafel angebracht. Der Name des Ortes geht auf Bischof Arno von Salzburg zurück, dem durch Kaiser Karl dem Großen im 8. Jahrhundert hier ein Lehen zugesprochen wurde. Schon im 19. Jahrhundert vermutete man hier auf Grund der vorhandenen Bausubstanz und Münzfunden einen ehemaligen römischen Wachturm. Auch Friedrich von Kenner, Eduard von Sacken und Eduard Nowotny äußerten die Vermutung, dass gegenüber von Spitz an der Donau, oberhalb der Ortschaft Arnsdorf, aufgrund der günstigen topographischen Lage ein römischer Beobachtungsposten bestanden haben muss. Gertrud Pascher bezeichnete in ihrer Fundzusammenstellung von Arnsdorf dies allerdings als „bloße Vermutung“, da meist nur Meldungen von Münzfunden aus dieser Gegend vorlagen. Im Sommer 1964 machte unter anderem der Heimatforscher Alois Topitz erneut auf das Vorhandensein dieses Burgus aufmerksam. Nach Meldung an die zuständigen Stellen wurde 1970 vom Österreichischen Archäologischen Institut (Herma Stiglitz) eine erste Untersuchung durchgeführt und durch Keramikfunde der römische Ursprung des Mauerwerkes zweifelsfrei bestätigt. 1985 erfolgte schließlich eine Bauaufnahme durch das Österreichische Bundesdenkmalamt (Gertrude Wlach, Marcelo Moreno-Huerta, Hannsjörg Ubl). Im Norden, Westen und vor allem im Osten wurde das Material bis unter die antike Fundschicht abgetragen. Danach erfolgte eine komplette Sanierung und Konservierung der Mauerreste. Antike Quellen oder Inschriften zu diesem Turm sind bis dato keine bekannt. Die aufgefundene Keramik wird im Museum Mautern an der Donau aufbewahrt. Durch die über neun Meter hoch erhaltene Südmauer lässt sich das Aussehen dieser Befestigungsanlage gut rekonstruieren. Der Turm hatte zwei Stockwerke und besaß keine Unterkellerung. Der quadratische Grundriss misst in etwa 12,2 × 12,4 m. Der Bau steht auf rund 1,5 m breiten Fundamenten, das aufgehende Mauerwerk ist rund 1,6 m breit und verjüngt sich nach oben hin. In den einzelnen Stockwerken sind deutlich die Abdrücke der Balkenköpfe für die Verstrebungen der Zwischendecken erkennbar. Die Süd-West-Ecke ist noch bis in eine Höhe von zwei Meter erhalten. Der Eingang lag im Norden, vermutlich im Erdgeschoss, der erste Stock wurde durch jeweils zwei Schlitzfenster an den Seiten belüftet. Im zweiten Stock durchbrachen je zwei große Bogenfenster die Mauern. Das Erdgeschoss diente vermutlich als Vorratsraum, der erste als Unterkunft der Mannschaft und der zweite Stock als Wachstube. Vermutlich hatte der Burgus ein zeltförmiges, ziegelgedecktes Dach. Überreste einer den Turm umgebenden Wallanlage konnten nicht beobachtet werden. Der Burgus sicherte das Donauufer und den Zugang des sich zur Donau nach Südosten hin öffnenden Kupfertales (Dürrenbachtal), durch das eine römische Geleisstraße verlief, die die Wachau mit der Reichsstraße zwischen Cetium (St. Pölten) und Namare (Melk) verband. Vermutlich wurde er um 370 n. Chr. von Soldaten der milites auxiliares Lauriacenses im Zuge der Grenzsicherungsmaßnahmen Valentinians I. errichtet. Der Turm wurde bis ins Hochmittelalter benutzt. | Rekonstruktionsversuch des Burgus Bacharnsdorf nach den Befunden von 1985, Ansicht von Nord-Ost · Die Reste der Südmauer, Blick aus NO · Südostecke · Nordwestecke | 48° 22′ 9,7″ N, 15° 26′ 41,9″ O  |
| Burgus St. Lorenz                 | Die Kirche St. Lorenz befindet sich in St. Lorenz westlich von Rossatz, am rechten Donauufer, direkt an der Anlegestelle der Rollfähre nach Weißenkirchen in der Wachau, man erreicht sie über die Bundesstraße 3 oder dem Donau-Radweg. Die Kirche gehört zu den kleinsten Gotteshäusern in der Wachau und wurde als Andachtsstelle für Flussschiffer erbaut. Im nördlichen turmartigen Gebäude sind die Überreste eines spätantiken Burgus verbaut. Die nördliche Mauer des Kirchenschiffes bildet hierbei die ältere Südmauer des Pfarrhofes und damit gleichzeitig die des Burgus. Einen Ausschnitt von ihr kann man noch an der Westseite zwischen Hausdach und Kirche erkennen. Seine Zeitstellung ist unbekannt. | Kirche St. Lorenz, Westseite, in der Bildmitte oben die noch sichtbaren Reste der Burgusmauer                                                                      | 48° 23′ 33,6″ N, 15° 28′ 31,4″ O |
| Wachturm Rossatz-Windstallgraben  | Dieses Baudenkmal befindet sich ebenfalls auf dem Gemeindegebiet von Rossatz-Arnsdorf. Der Turm liegt ungefähr sechs Kilometer flussaufwärts von Mautern an der Donau entfernt an der Bundesstraße 33, direkt bei der Einmündung des Fußweges Oberbergern-Rossatz (vormals Rossitzergraben) am rechten Donauufer. Die Überreste des Turmes sind frei zugänglich. Der Benediktinerabt und Hobbyarchäologe Adalbert Dungel vermutete bei seiner Untersuchung römischer Überreste in der Wachau 1906, hier im „Windstallgraben bei Rossatzbach“, Gemeinde Oberbergern, in der Gegend mit dem Flurnamen „Zu den sieben Gräbern“ einen römischen Stützpunkt. Verbürgt waren allerdings nur einzelne Münzfunde. Der Wachturm wurde schließlich 1952 im Zuge des Ausbaus der B 33 entdeckt, zehn Jahre später ausgegraben und die Reste 1992 restauriert und konserviert. Aufgrund der Stärke und Machart der Fundamente stammt der Bau wohl aus der Spätantike (4. Jahrhundert). Der quadratische Turm maß etwa 9 × 9 m, bedeckte eine Fläche von rund 12,4 m² und wurde über einen älteren, kleineren Vorgängerbau aus dem 2. bis 3. Jahrhundert n. Chr. errichtet. Die Mauern waren in Gußmauertechnik hochgezogen und maßen 1,2 m. Die parallel zur B 33 verlaufende Nordostseite war bis auf die im Straßengraben gelegenen Grundmauern zerstört. Das gleiche Bild zeigte auch die bis zu ⅓ devastierte Südostseite. An der Ecke Südwestseite blieb bis zu 1,5 m aufgehendes Mauerwerk erhalten. Der weitere Verlauf der SW-Front und auch der südliche Abschnitt der Nordwestseite waren vollkommen zerstört. Auch blieb noch ein einen Meter hoher Rest der Südostecke erhalten. Ein eventuell umlaufender Wehrgraben konnte nicht mehr festgestellt werden. Funde (durch Hitzeeinwirkung gesprungene/gestempelte Ziegel) lassen darauf schließen, dass er ebenfalls im späten 4. Jahrhundert n. Chr. errichtet und später durch einen Brand zerstört wurde. Vermutlich war auch er durch ein Ziegeldach im Oberteil abgedeckt. Kleinfunde (Fibel, Armreif) bestätigen, dass der Turm auch noch im 5. Jahrhundert belegt war. Mauerreste an der Ostseite lassen auf eine Weiterbenutzung vom Hochmittelalter bis in die frühe Neuzeit schließen. Adalbert Dungel und Franz Kainz vertraten die Auffassung, dass der Turm vor allem die Umgehung des Kastells Favianis (Mautern an der Donau) verhindern sollte. Weiters verlief in einer Waldsenke hinter dem Turm die Limesstraße die Mautern mit Melk (Namare) verband und ebenfalls so gesichert werden konnte. Zudem war das rechte Donauufer im Abschnitt „von den Kugeln“ (unter der Ferdinandswarte) bis zur Mündung des Windstallgrabens in die Donau noch bis ins 19. Jahrhundert ohne Landverbindung. Erst bei Bacharnsdorf führte wieder ein Weg von Schenkenbrunn im Dunkelsteiner Wald durchs Kupfertal am Dürrenbach entlang wieder zurück zur Donau. Zusammengefasst kontrollierte die Turmbesatzung also damit nicht nur die Donaugrenze, sondern sperrte auch die nach Süden offene Talschneide über den Dunkelsteiner Wald in das Hinterland. | Mauerreste des Wachturms Rossatz-Windstallgraben, Blick aus SO | 48° 22′ 59,7″ N, 15° 31′ 17,8″ O |
| Wachturm St. Johann im Mauerthale | St. Johann im Mauerthale befindet sich auf 211 Meter Seehöhe, am rechten Ufer der Donau am Eingang zum Mauertal. Die heutige Bundesstraße 33 dürfte im Ortsgebiet von St. Johann noch der alten Uferstraße folgen. Von der Kirche aus führt eine alte Straße durch das Mauertal Richtung Süden und weiter auf die Höhen des Dunkelsteiner Waldes. Dies trifft auch auf die Standorte der Wachtürme von Bacharnsdorf und Rossatz-Windstallgraben zu, wo vermutlich ebenfalls Stichstraßen von der weiter im Hinterland verlaufenden Limesstraße zum Donauufer abzweigten. Sie standen am Ende eines kleinen Tals, durch die man zu ihnen gelangen konnte, da das Südufer bei Hochwasser unpassierbar war. Am Südufer der Donau bestand bis ins 18. Jahrhundert keine durchgängige Straße. Der heutige Name des Ortes könnte ebenfalls ein Hinweis darauf sein, dass hier einst eine römische Befestigung stand. Ortsnamen mit „Mauer“ (z. B. Traismauer, Zeiselmauer) gehen in manchen Fällen auf römische Ruinen zurück, kann aber auch nur einfach Felswand bedeuten. Im Zuge einer Begehung der Filialkirche für seine Diplomarbeit an der Donauuniversität Krems konnte Oliver Fries 2015 im Südtrakt der Kirche, die Johannes dem Täufer geweiht ist, die Reste eines bisher unbekannten antiken Profanbaus beobachten. Es handelt sich vermutlich um die Reste eines römischen Wachturms, der einst Teil der Festungskette des norischen Donaulimes war. Bei seinen Untersuchungen am Dachboden des Langhauses fielen Fries am Südgiebel zwei vermauerte Rundbogenfenster auf. Die beiden Fenster mit gerade geführter Laibung durchbrachen wohl die ursprüngliche Außenfassade. Das westliche wies einen in den Fugenmörtel geritzten Begleitstrich mit Fugenritzungen zwischen den einzelnen Keilsteinen auf. In einer späteren Bauphase (hochmittelalterlich?) wurde die Fassadenfläche neu verputzt und die Rundbogenfenster wurden zugemauert. Das Rundbogenfenster am Wachturm von Bacharnsdorf ist denen der Johanneskirche sehr ähnlich, da es ebenfalls aus zugerichteten Bruchsteinplatten gemauert wurde. In Einzellage verlegtes Bruchsteinmauerwerk – pietra rasa-artiger Verputz oder opus spicatum – ist sowohl in römischer Zeit als auch in der späteren romanischen Stilepoche anzutreffen. Gleichartiges Mauerwerk ist weiters am Salzturm in Tulln (Hufeisenturm des Kastell Comagena) und dem Römertor in Traismauer (Augustianis) anzutreffen. Dass ehemalige römische Wachtürme in mittelalterliche Kirchen integriert wurden, war in der Donauregion nicht unüblich, siehe hierzu auch den Wachturm von St. Lorenz. Der Grundriss der Kirche weist zudem einen auffälligen Achsknick an der Südmauer auf. Die Baufugen am gotischen Glockenturm zeigen, dass dieser offensichtlich in eine bereits bestehende Gebäudeecke gesetzt wurde. Sowohl die gotische Nord- als auch die Südmauer grenzen an andersartig gefügtes Bruchsteinmauerwerk an. Diese, früher in der Forschung als „Giebelfront mit Verstärkungsmauern“ bezeichneten Befunde an der Südfassade könnten in Wahrheit der Ansatz eines nach Westen ziehenden, 7 m hohen Mauerzuges sein, vermutlich der älteste Bauteil der Kirche. Anscheinend wurden hier die Reste eines römischen Wachturms (i. d. F. Nordmauer und NO-Ecke) in den Kirchenbau integriert. Der im Grundriss quadratische Turm besaß ursprünglich wohl eine Seitenlänge von ca. 10,5 m. Er ist anhand der Baufugen sowie seiner Mauerstruktur und -technik im Inneren des Kirchturms klar vom mittelalterlichen Bauwerk zu unterscheiden. Das im Kern hochmittelalterliche Langhaus dürfte sich ebenfalls durch Baufugen vom antiken Mauerwerk abgrenzen.                            | Johanneskirche · Befundskizze (2015) | 48° 20′ 13,8″ N, 15° 24′ 35,6″ O |

## Denkmalschutz
Die Anlagen sind Bodendenkmäler im Sinne des Österreichischen Denkmalschutzgesetzes. Nachforschungen und gezieltes Sammeln von Funden ohne Genehmigung des Bundesdenkmalamtes stellen eine strafbare Handlung dar. Zufällige Funde archäologischer Objekte (Keramik, Metall, Knochen etc.), sowie alle in den Boden eingreifenden Maßnahmen sind dem Bundesdenkmalamt (Abteilung für Bodendenkmale) zu melden.